# Alberto Carelli
Alberto Carelli (Locate di Triulzi, 26 luglio 1944) è un ex calciatore italiano, di ruolo attaccante.

## Carriera
Cresciuto nel Fanfulla, con cui disputa tre stagioni di Serie B, debutta in Serie A con il Torino, dove inizialmente fatica a trovare spazio, per poi imporsi tra i titolari.
Con i granata disputa ben sei stagioni, tutte nel massimo campionato, dopodiché passa al Varese, al Mantova ed all'Atalanta, sempre in Serie A.
Conclude la carriera all'Albese, tra Serie C e Serie D.
È ricordato per aver indossato la maglia numero 7 durante il derby disputatosi il 22 ottobre 1967, una settimana dopo la morte di Gigi Meroni (n°7 titolare), partita durante la quale Carelli segnò il gol del definitivo 4-0.

## Palmarès

### Club

#### Competizioni nazionali
- Coppa Italia: 1

Torino: 1967-1968